# Borís Maliutin
Borís Evgenievitx Maliutin (Maljutin, Malyutin, Malutin) (1883 – 1920) (en rus: Борис Евгеньевич Малютин), fou un mestre d'escacs rus.

## Carrera escaquística

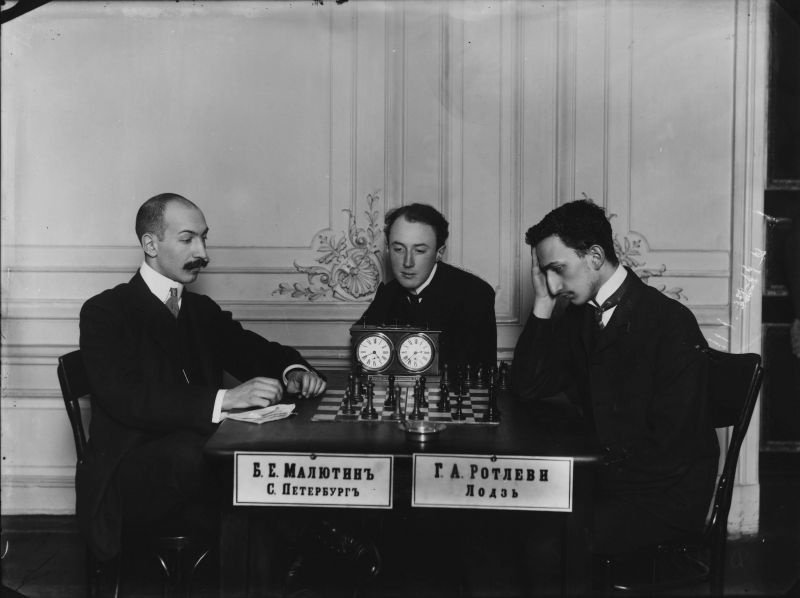
Boris Maliutin, Gersz Rotlewi

Va jugar molts torneigs a Sant Petersburg. Hi fou 4t el 1902, 8è el 1903, 13è, 5è, 2n i 3r el 1904, empatà als llocs 3r-4t, empatà als llocs 4t-5è, i fou 3r (torneig Rice) el 1905, empatà als llocs 13è-14è el 1905/06 (Torneig de Mestres de Totes les Rússies, Campionat de Rússia (el campió fou Gersz Salwe),
fou 6è el 1906, fou 4t el 1907, fou 3r el 1908, empatà als llocs 4t-6è el 1909 (el campió fou Aleksandr Alekhin), fou 5è i empatà als llocs 12è-13è el 1911 (el campió fou Stepan Levitsky). Maljutin empatà als llocs 4t-6è a Breslau 1912 (18è DSB Congress, Hauptturnier A, el campió fou Bernhard Gregory), i fou 12è al Torneig d'escacs de Mannheim de 1914 (el 19è DSB-Congress, Hauptturnier A, el campió fou Hallegua).
B.E. Maliutin, conjuntament amb Peter Alexandrovich Saburov, Peter Petrovich Saburov i Y.O. Sosnitsky, fou un dels membres del comitè organitzador del Torneig d'escacs de Sant Petersburg de 1914.

### Detenció a Alemanya durant la I Guerra Mundial
El juliol/agost de 1914, va participar en el torneig de Mannheim 1914 (XIX DSB Congress), i era classificat en 12a posició, quan la competició fou interrompuda per la I Guerra Mundial. Després de la declaració de guerra contra Rússia, onze jugadors russos (Aleksandr Alekhin, Iefim Bogoliúbov, Fedor Bogatyrchuk, Alexander Flamberg, N. Koppelman, Boris Maliutin, Ilya Rabinovich, Piotr Romanovski, Peter Petrovich Saburov, Alexey Selezniev, Samuil Weinstein) que participaven en els torneigs de Mannheim, foren detinguts a Alemanya. En el període del seu arrest, Maliutin va jugar a quatre torneigs. Fou 6è a Baden Baden 1914 (el campió fou Alexander Flamberg), fou 5è a Triberg
1915 (el campió fou Iefim Bogoliúbov), fou 5è a Triberg 1915/16 (el campió fou Bogoliúbov), i fou 6è a Triberg 1916/17 (el campió fou Ilya Rabinovich). El setembre de 1914, quatre dels detinguts (Alekhin, Bogatyrchuk, Saburov, i Koppelman) varen poder retornar a casa via Suïssa.